# KkStB řada 170
Parní lokomotivy řady 170 kkStB byly čtyřspřežní dvojválcové sdružené lokomotivy na mokrou páru. Původně byly určené pro osobní dopravu na horských tratích, nakonec se osvědčily na všech výkonech a v průběhu 23 let jich bylo vyrobeno přes 900 kusů. Staly se tak jedním z nejpočetnějších typů parních lokomotiv v Evropě.

## Vznik a vývoj

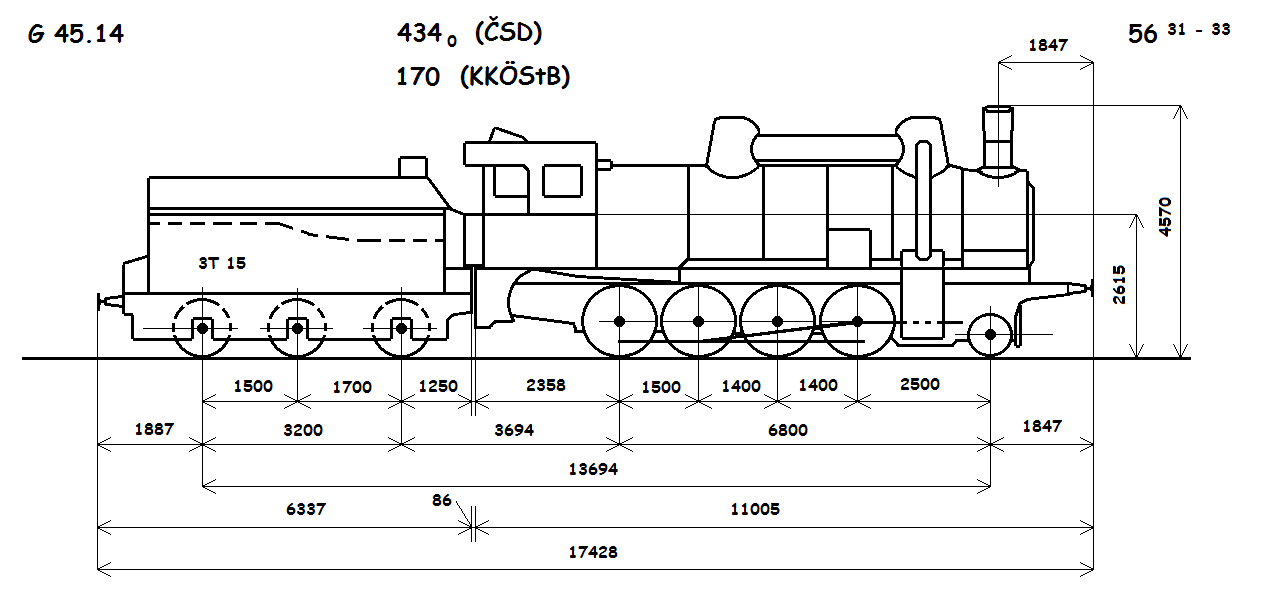
Schéma s rozměry lokomotivy řady 170

Vzrůstající doprava na Arlberské dráze si již dva roky po jejím otevření vynutila hledání náhrady za tříspřežní lokomotivy řady 48, jejichž výkony již nestačily požadavkům. Karl Gölsdorf proto v roce 1897 vyvinul pro nasazení v osobní, především rychlíkové dopravě lokomotivní řadu 170. Během první světové války se tyto lokomotivy velmi dobře uplatnily v nákladní dopravě. Na výrobě řady 170 se podílely prakticky všechny významné rakouské lokomotivky. Řada 170 se stala se 783 dodanými kusy nejpočetnější řadou c. a k. Státních drah a s celkem 908 vyrobenými kusy (včetně 54 kusů pro Jižní dráhu a 71 kusem vyrobeným po válce pro ČSD) jednou z nejpočetnějších evropských lokomotivních řad vůbec.
Vzhled lokomotivy byl charakteristický dvěma poměrně vzdálenými parními dómy propojovacím potrubím. Z předního parojemu vedl přívod páry k pravému, vysokotlakému válci. První exempláře měly litinový komín s jiskrojemem v dýmnici, ostatní Rihoskův baňatý.
V pojezdu použil Gölsdorf na základě Helmholtzovy teorie průjezdu obloukem přední Adamsův běhoun bez vratného zařízení a příčný posuv u druhého a čtvrtého spřaženého dvojkolí. Tím získal pojezd velmi příznivé vlastnosti v oblasti namáhání kolejnic v obloucích a v důsledku toho i opotřebení kol i kolejnic bylo minimální.
Rakouská Jižní dráha si pořídila celkem 54 strojů této řady pro své horské trati přes Semmering a Brenner. Tyto stroje dodala všechny lokomotivka ve Vídeňském Novém Městě, od provedení pro kkStB se lišily jen v detailech.
Dvě lokomotivy této řady postavila v roce 1919 firma Krauss v Linci pro Královské saské státní dráhy. Tyto stroje dostaly řadové označení IX V a čísla 1281 a 1282. Tyto stroje měly doplnit lokomotivní park saských drah po první světové, roku 1922 je nově vzniklé Německé říšské dráhy prodaly BBÖ. Tyto stroje dostaly čísla 170.750 a 751.

## Řada 170 / 434.0 u ČSD
Velké množství strojů této řady připadlo po válce ČSD, které je později přeznačily na řadu 434.0. Do roku 1921 nechaly ČSD vyrobit dalších 71 kusů, takže disponovaly celkem 377 lokomotivami ř. 170. Zároveň se na některých lokomotivách prováděly některé rekonstrukce s cílem zhospodárnění provozu - snižoval se počet trubek v kotli na 287, výhřevná plocha se snížila na 241 m², baňaté komíny byly nahrazeny litinovými. Po prvních dodávkách lokomotiv řady 270 (434.1) s přehřívačem se brzy ukázala nehospodárnost řady 170. To vedlo k rozhodnutí rekonstruovat tyto lokomotivy na přehřátou páru a s jednoduchou expanzí. Tyto rekonstrukce byly velmi úspěšné, celkem bylo rekonstruováno 345 strojů, poslední z nich až po 2. světové válce. Rekonstruované lokomotivy byly přeznačeny na řadu  434.2. Rekonstruované lokomotivy se udržely v provozu až do roku 1980, zatímco poslední nerekonstruovaná lokomotiva byla zrušena v roce 1955.

## Řada 170 v Rakousku a dalších zemích po 1. sv. válce
FS obdržely po první válce 116 strojů, kterým přidělily řadu  729. Další stroje připadly Polsku – řada Tr11 PKP, Jugoslávii – řada 24 JDŽ.
U nově vzniklých Rakouských spolkových drah - BBÖ zůstalo 228 lokomotiv této řady. Po obsazení Rakouska Německou říší zařadily říšské dráhy - DRB do svého stavu ještě 209 strojů, a to s označením 56.3101–3309. Ve víru války přešly pod DRB i některé další stroje z nástupnických států Rakousko-uherské monarchie. Naopak během války se některé lokomotivy této řady ocitly i v Rumunsku – řada 140 CFR a na Ukrajině, některé po válce zůstaly u DR i DB i v dalších zemích, kde již tato řada byla zastoupena před válkou.
Válka značně zdecimovala početní stav této řady v Rakousku. Deset strojů zakoupila GKB, devět se vrátilo k ÖBB. V Rakousku již strojům zůstala německá řada 56, poslední stroj byl vyřazen z provozu v roce 1957.

## Zachované stroje

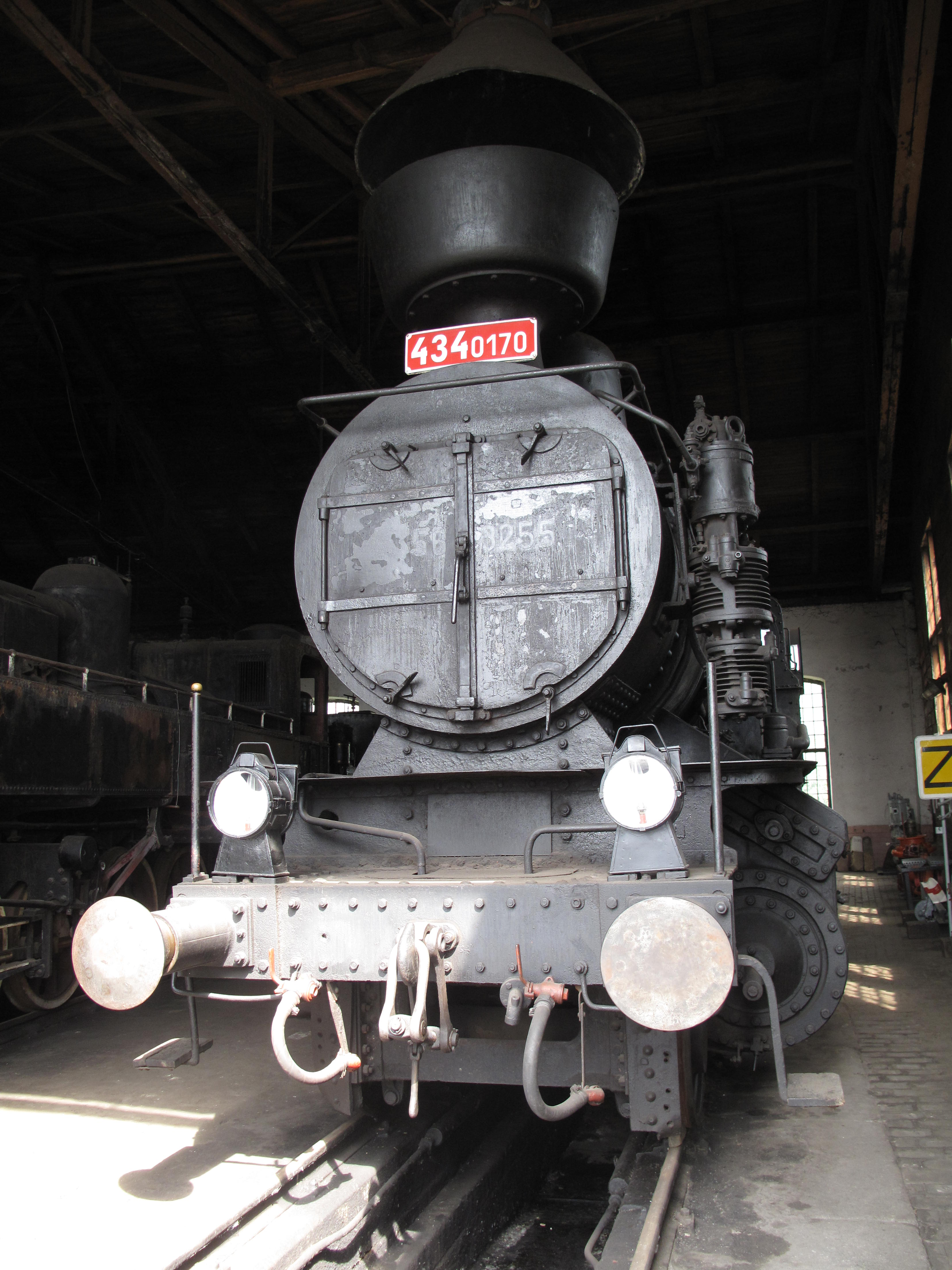
170.666 v Jaroměři

Lokomotiva původního označení 170.666, naposledy v provozu u GKB jako 56.3255, se dostala do Čech výměnou za jediný zachovaný exemplář řady 354.0, který je dnes deponován v muzeu ve Strasshofu. Lokomotiva 56.3255 je dnes označena fiktivním číslem 434.0170 a je jediným představitelem původní řady 170 na území bývalého Československa. Lokomotivu vlastní Národní technické muzeum a je dlouhodobě zapůjčena do Železničního muzea Jaroměř. V Rakousku zůstala u GKB lokomotiva původního čísla 170.133, později BBÖ 56.3115 a je využívána k nostalgickým jízdám. Ve Slovinsku se nachází stroj původního označení 170.264, později BBÖ 56.3127, nyní JDŽ 24-036.

## Obrázky

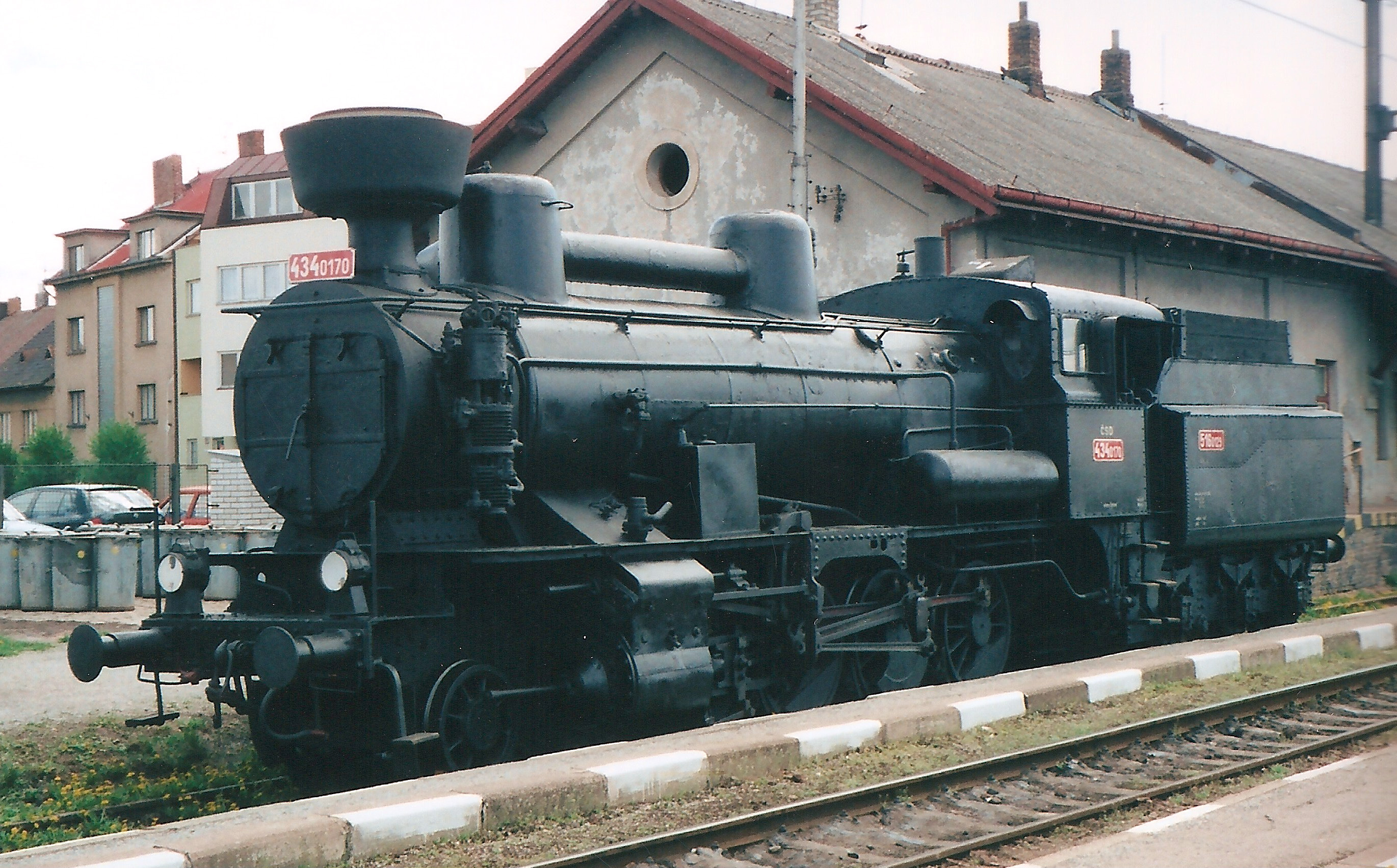
170.666 vystavená 1.5.2003 v Benešově u Prahy
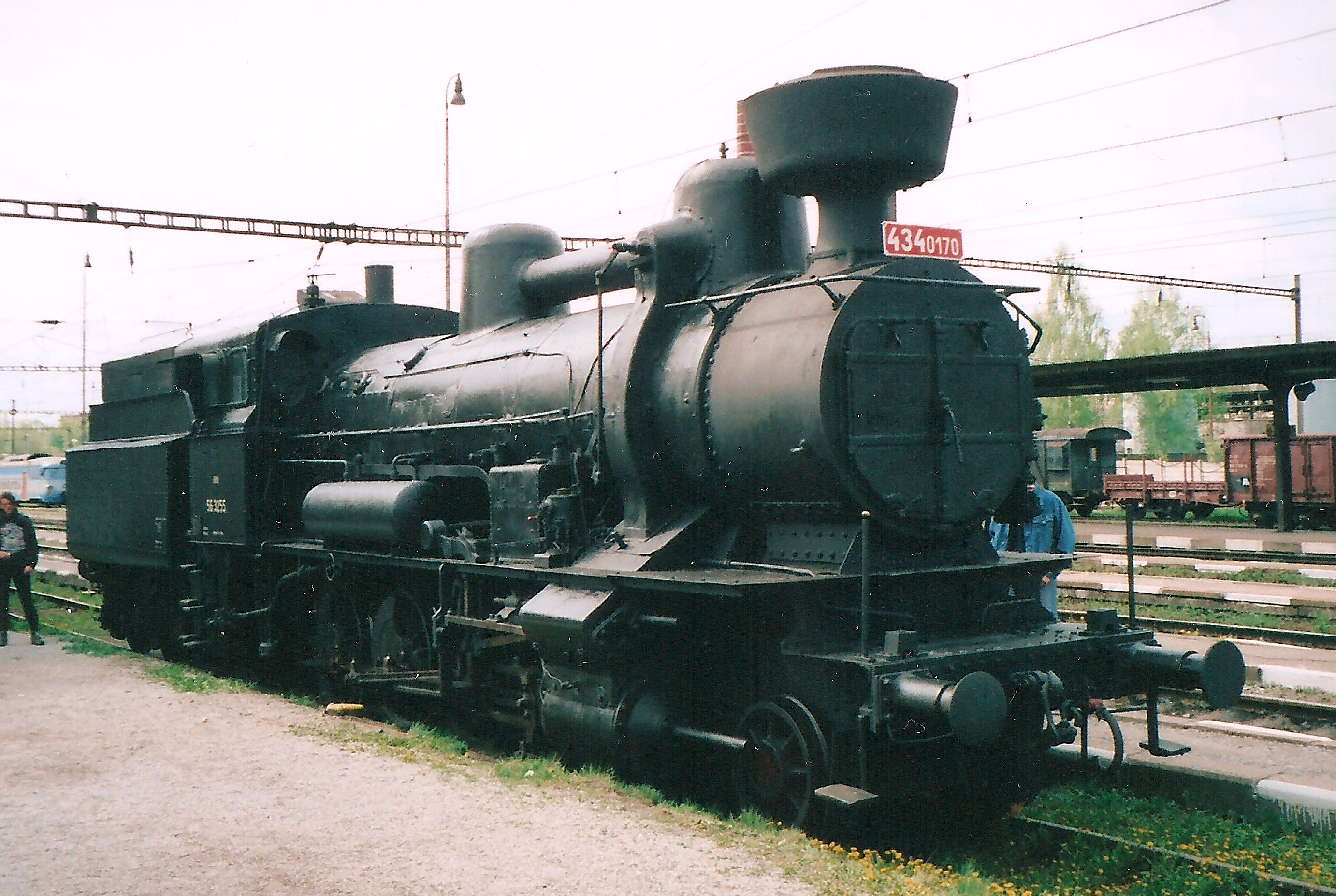
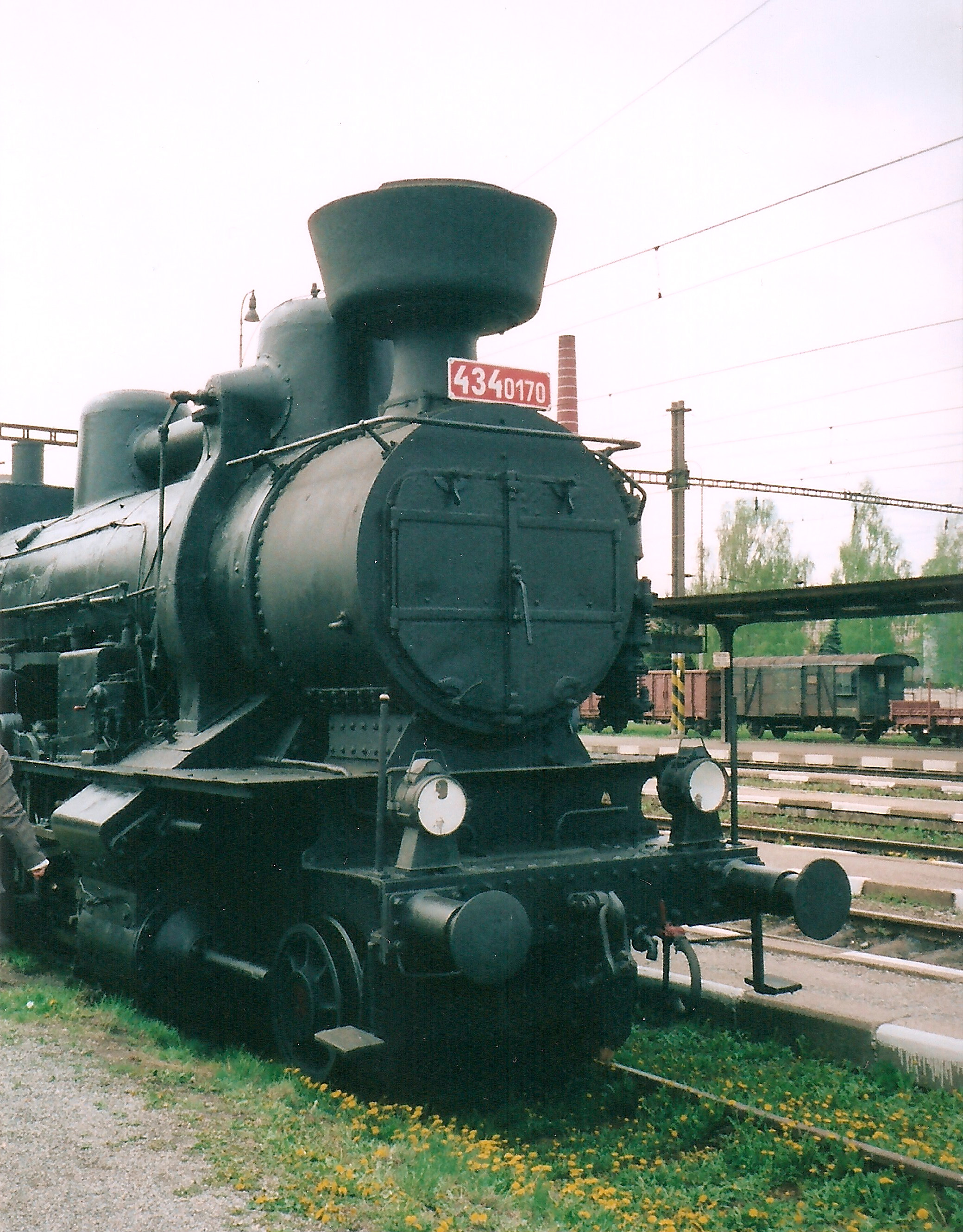
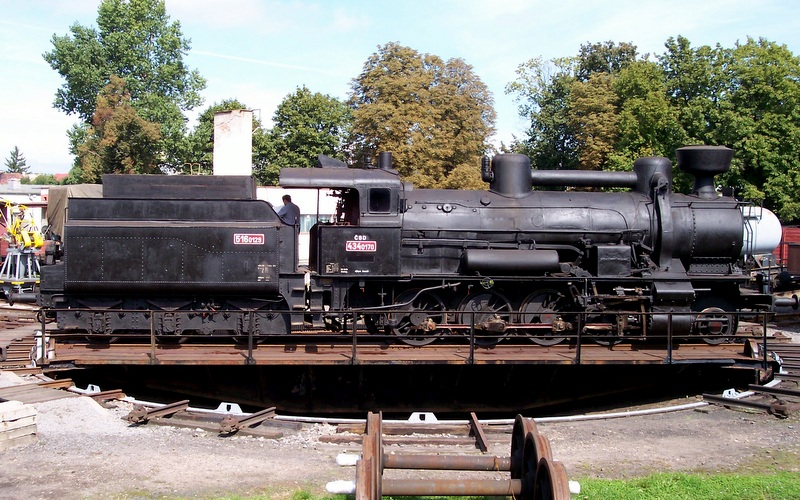
Lokomotiva 434.0170 na točně ve výtopně Jaroměř